# 相澤安輝
相澤 安輝（あいざわ やすてる、1935年 - ）は、日本の経済学者。

## 経歴
東京都出身。麻布高校、慶應義塾大学卒業。1957年旧三井信託銀行経理部入社、年金業務本部企画室初代推進課長。年金営業本部初代次長。総合企画部主席調査役（提携外資信託銀行設立の業務指導担当）。1985年クレディ・スイス信託銀行設立に参加、初代経理部長（転籍）。
1988年バークレイズ信託銀行　初代業務推進部長（各種業務間の調整）。1992年国際年金経済研究所設立（代表取締役）＜実践金融経済の探求から新グローバル社会哲学の探求＞欧米事情と近未来トレンドの研究発表。「月刊IPERI」主幹『国際フォーラム創造』（日米欧共同企画で5回開催）。欧米事情と近未来トレンドの研究発表・日本事情の紹介等を行う。

## 著書
- 年金資産運用のグローバル知識（東洋経済新報社）ISBN：9784492700501
- わかり易い現実革命原論 世界が注目する日本の新理論 （広報社）ISBN：9784879524638